# Уязд (гміна, Стшелецький повіт)
Гміна Уязд (пол. Gmina Ujazd) — місько-сільська гміна у південно-західній Польщі. Належить до Стшелецького повіту Опольського воєводства.
Станом на 31 грудня 2011 у гміні проживало 6298 осіб.

## Площа
Згідно з даними за 2007 рік площа гміни становила 83.31 км², у тому числі:
- орні землі: 70.00%
- ліси: 24.00%

Таким чином, площа гміни становить 11.19% площі повіту.

## Населення
Станом на 31 грудня 2011:
| Опис     | Загалом | Загалом | Чоловіки | Чоловіки | Жінки | Жінки |
| -------- | ------- | ------- | -------- | -------- | ----- | ----- |
| одиниця  | осіб    | %       | осіб     | %        | осіб  | %     |
| все      | 6298    | 100     | 3055     | 48.51    | 3243  | 51.49 |
| міське   | 1721    | 100     | 851      | 49.45    | 870   | 50.55 |
| сільське | 4577    | 100     | 2204     | 48.15    | 2373  | 51.85 |

## Сусідні гміни
Гміна Уязд межує з такими гмінами: Кендзежин-Козьле, Лесьниця, Рудзінець, Стшельце-Опольське, Тошек.